# Didier Toupy
Pour les articles homonymes, voir Toupy.
Didier Toupy, né à Liège le 10 juillet 1959 et mort dans cette ville le 19 octobre 2015,, est un acteur belge, connu pour avoir tenu plusieurs rôles dans des films de Bouli Lanners .

## Biographie
Didier Toupy est diplômé du Conservatoire de Liège.

## Théâtre
- 1994 : La Mort de Danton de Georg Büchner, Nouveau Théâtre de Belgique

## Filmographie
- 1999 : Travellinckx de Bouli Lanners : Didier
- 2001 : Muno, court métrage de Bouli Lanners : Jean-Michel Grosjean
- 2008 : Eldorado de Bouli Lanners : Alain Delon, le naturiste
- 2011 : Les Géants de Bouli Lanners : le dealer
- 2015 : Les Premiers, Les Derniers de Bouli Lanners L'homme nu sur la vidéo

## Distinctions
- 2e cérémonie des Magritte du cinéma : nomination pour le Magritte du meilleur acteur dans un second rôle pour Les Géants